# Puente Bicentenario Presidente Patricio Aylwin Azócar
El Puente Bicentenario Presidente Patricio Aylwin Azócar (anteriormente llamado Puente Chacabuco), es un puente chileno concesionado para vehículos de carga ubicado en el Gran Concepción, que atraviesa el río Biobío conectando al centro de la ciudad de Concepción con la comuna de San Pedro de la Paz. 
Se sitúa cien metros aguas abajo del demolido Puente Viejo y es el cuarto puente en construirse en ese sector.

## Historia

### Puente mecano (2010-2013)

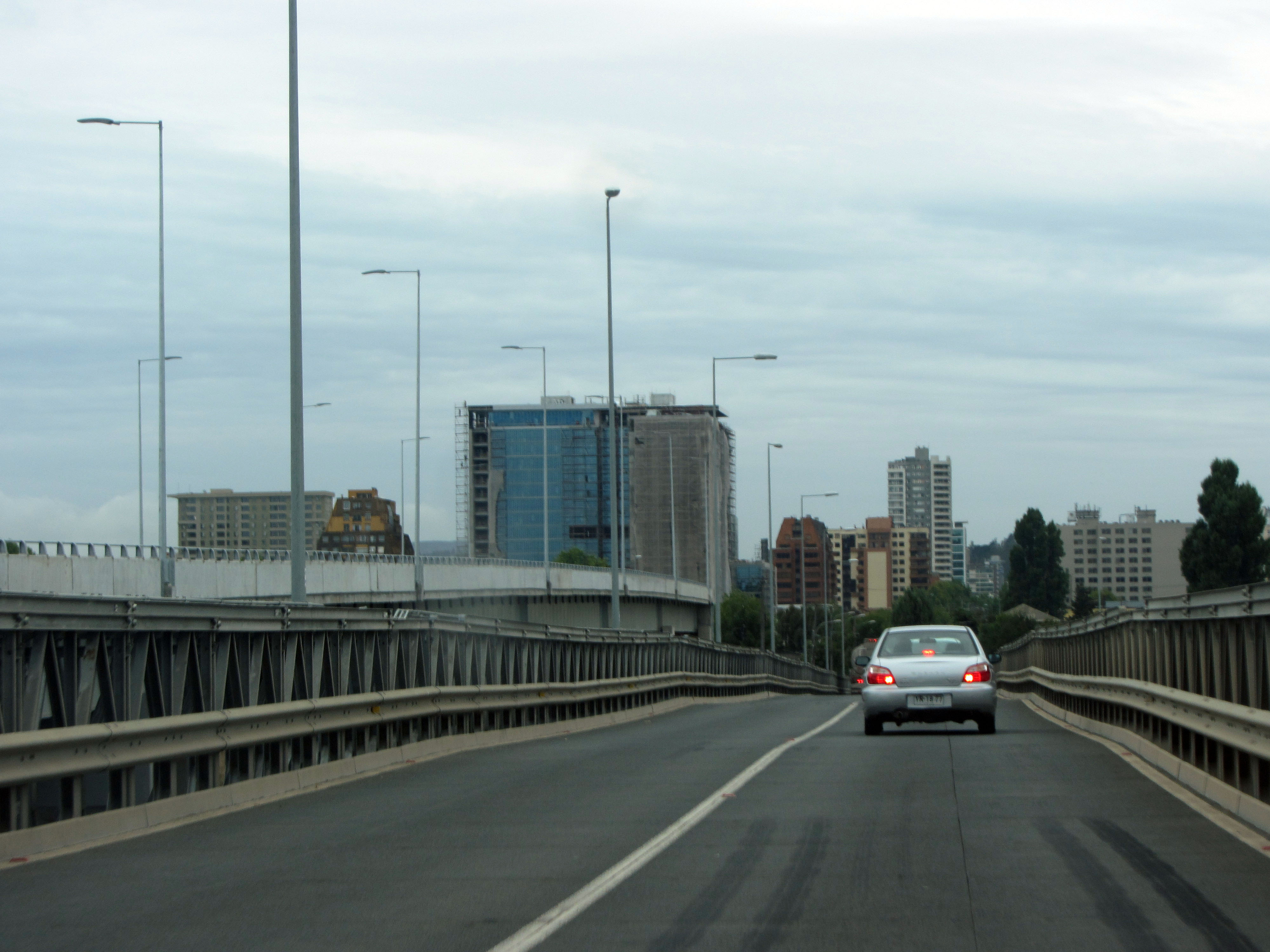
El puente mecano en enero de 2015. A la izquierda se ve el Puente Chacabuco en construcción.

En una primera etapa se construyó un puente mecano, que más tarde fue sustituido por el puente definitivo. Su primer pilote fue colocado el 28 de octubre de 2010, en presencia de un amplio despliegue periodístico. El evento se llevó a cabo en el lecho del río Biobío, muy cerca de la antigua ubicación del Puente Viejo, y fue presenciado por el ministro de Obras Públicas de entonces, Hernán de Solminihac y la ex-intendenta Jacqueline van Rysselberghe.
Consta de dos pistas, 47 tramos, con tres pilotes por tramo, y permite el tránsito de camiones de hasta 45 toneladas. Su ritmo de construcción fue de aproximadamente dos pilotes diarios.
Su puesta en servicio fue postergada numerosas veces. Finalmente, a pesar de que el puente estuvo listo para su uso desde el mes de abril, debido a que el contrato con la empresa constructora (SalfaCorp) terminaba dos meses después, fue abierto al tránsito el 3 de junio de 2011 a mediodía, por el entonces Ministro de Obras Públicas, Hernán de Solminihac y el Intendente de la Región del Biobío Víctor Lobos, en medio de protestas de ciudadanos que se manifestaban en contra de la instalación del peaje TAG en la Ruta 160 que une las comunas de Concepción y San Pedro de la Paz con Coronel y la Provincia de Arauco.

### Puente definitivo y nuevo nombre (2013-2018)
El puente definitivo (inicialmente llamado Chacabuco) es un conjunto de dos puentes separados por casi 10 metros, cada uno con dos vías, uno en dirección a cada comuna, más una ciclovía y una vía peatonal.
Con la entrega de las dos primeras vías, en diciembre de 2013, se retiró el Puente Mecano y se dio comienzo a la segunda etapa que es la construcción de las últimas dos vías definitivas. En 2014 se entregó el viaducto poniente. La construcción del viaducto oriente, cuya culminación estaba planeada para 2015, terminó recién en 2018, año en que además recibiría su nuevo nombre.

### Obras de conexión con la avenida Chacabuco (2020-)
Tras la entrega del puente en 2018, quedaron pendientes las obras de conexión con la avenida Chacabuco. Estas obras se reanudaron en 2020 y en octubre de 2024 se estimaba que estarían listas en 2026.

## Conflictos

### Expropiación de Población Aurora de Chile
Este puente se ubica a la altura de la avenida Chacabuco. A la altura de la Avenida Padre Hurtado, entre el término de la avenida Chacabuco y el puente, se encuentra la Población Aurora de Chile. La conexión entre el puente y la avenida significa el ensanchamiento de la continuación de esta última —la calle Andrés Bello— sobre dicha población, lo que significa la erradicación de decenas de casas del lugar.
La población Aurora de Chile data desde la década de 1920, habiendo surgido inicialmente como un asentamiento irregular. Durante muchos años, sus vecinos se han visto envueltos en polémicas sobre la propiedad de los terrenos donde se habitan. Desde los años 2000 la Municipalidad de Concepción y el Gobierno les ha otorgado diversos beneficios que, implícitamente, han reconocido que cada uno de los habitantes de la población es dueño de sus terrenos.
Sin embargo, la planificación del Puente Bicentenario contempla la erradicación de diversos vecinos, a pesar del desacuerdo de estos últimos en la medida. Parte de los temas en conflicto es la cantidad de familias que serán erradicadas, así como la solución que se les entregará a los erradicados, quienes se han negado a recibir apartamentos de entre 45 y 55 metros cuadrados, a cambio de sus terrenos actuales, algunos de los cuales superan los 300 metros cuadrados.